# Крест Ивана Мазепы
Крест Ивана Мазепы (укр. Хрест Івана Мазепи) — знак отличия Президента Украины — государственная награда Украины для награждения граждан за значительный вклад в возрождение национального культурно-художественного, духовного, архитектурного, военно-исторического наследия, заслуги в государственно-созидательной, дипломатической, гуманистической, научной, просветительской и благотворительной деятельности.
Награда названа в честь гетмана Ивана Мазепы.

## История награды
Знак отличия Президента Украины — Крест Ивана Мазепы учреждён Указом Президента Украины В. А. Ющенко от 26 марта 2009 года № 189/2009.

## Положение о награде
- Крестом Ивана Мазепы могут быть награждены граждане Украины, иностранцы и лица без гражданства.
- Награждение Крестом Ивана Мазепы производится указом Президента Украины.
- Награждение Крестом Ивана Мазепы может быть проведено посмертно.
- Повторное награждение Крестом Ивана Мазепы не производится.
- Представление к награждению Крестом Ивана Мазепы и вручение этой награды производится в соответствии с Порядком представления к награждению и вручения государственных наград Украины, утверждённым Указом Президента Украины № 138 от 19 февраля 2003 года.
- Лицу, награждённому Крестом Ивана Мазепы, вручаются знак отличия и удостоверение.

## Описание награды
- Крест Ивана Мазепы изготавливается из позолоченного серебра и имеет форму прямого равностороннего креста с расширенными сторонами, края которых вогнуты вовнутрь. Стороны креста покрыты малиновой эмалью. В центре креста помещен картуш, на синем фоне которого — изображение казака с войсковой печати гетмана Ивана Мазепы. Картуш наложен на изображение геральдической фигуры «Курч» герба гетмана Ивана Мазепы, покрытой эмалью белого цвета. Между сторонами креста — расходящиеся лучи. Все изображения рельефные. Очертания креста и лучи, волюты картуша, изображение казака, очертания фигуры «Курч» — позолоченные.
- Размер знака между противоположными концами креста — 42 мм. Обратная сторона знака Креста Ивана Мазепы плоская с выгравированным номером.
- С помощью кольца с ушком крест соединяется с прямоугольной колодкой, обтянутой лентой. Нижняя часть колодки фигурная рельефная. Размер колодки: высота — 45 мм, ширина — 28 мм. На обратной стороне колодки размещена застежка для прикрепления знака отличия к одежде.
- Лента Креста Ивана Мазепы шёлковая муаровая светло-синего цвета с малиновыми продольными полосками по бокам и жёлтыми посередине. Ширина светло-синей полоски — 10 мм, желтых — по 2 мм, малиновых — по 7 мм каждая.
- Планка Креста Ивана Мазепы представляет собой прямоугольную металлическую пластинку, обтянутую лентой. Размер планки: высота — 12 мм, ширина — 14 мм.

## Порядок ношения
Знак отличия Президента Украины — Крест Ивана Мазепы носится на левой стороне груди после ордена Данилы Галицкого.

## Награждённые Крестом Ивана Мазепы
Крестом Ивана Мазепы награждены 129 человек. Президент Украины Виктор Ющенко наградил 62 человека. Президентом Украины Виктором Януковичем награждения данной наградой не производились. Пётр Порошенко наградил крестом 38 человек, Владимир Зеленский — 29 человек.

### 2009 год (26 человек)
1. Всеволод Григорьевич Мазепа[укр.]  — председатель совета старейшин международной общественной организации «Семья Мазеп»  (18 августа 2009 года)[1]
2. Логин Григорьевич Бабляк — активист Киевского филиала Украинского хельсинкского союза (18 ноября 2009 года)[2]
3. Анатолий Богданович Иванюченко — начальник отдела Николаевской областной государственной администрации, председатель Николаевского филиала Украинского хельсинкского союза (18 ноября 2009 года)[2]
4. Павел Степанович Кислый — академик Национальной академии наук Украины, активист Народного руха Украины (г. Киев) (18 ноября 2009 года)[2]
5. Валерий Евгеньевич Колосовский — председатель Житомирской районной государственной администрации, заместитель председателя Житомирского филиала Украинского хельсинкского союза (18 ноября 2009 года)[2]
6. Василий Григорьевич Конон — бывший политический узник, ветеран национально-освободительного движения (Тернопольская область) (18 ноября 2009 года)[2]
7. Илья Ильич Кучеров — директор фонда «Демократические инициативы», соучредитель Народного руха Украины (г. Киев) (18 ноября 2009 года)[2]
8. Надежда Ивановна Лукьяненко — активист Ивано-Франковского филиала Украинского хельсинкского союза (18 ноября 2009 года)[2]
9. Ярослав Владимирович Маркевич[укр.] — президент Харьковского городского молодежного объединения «восточно-украинский фонд развития демократии» (18 ноября 2009 года)[2]
10. Николай Иванович Нечипоренко — бандурист (г. Житомир) (18 ноября 2009 года)[2]
11. Александр Михайлович Орос — председатель Закарпатского филиала Украинского хельсинкского союза (18 ноября 2009 года)[2]
12. Василий Леонтьевич Пидпригорщук — активист Винницкого филиала Украинского хельсинкского союза (18 ноября 2009 года)[2]
13. Степан Евстафьевич Сапеляк — писатель, председатель Харьковского филиала Украинского хельсинкского союза (18 ноября 2009 года)[2]
14. Виталий-Роман Томкович Сидяга[укр.] — секретарь Тернопольского филиала Украинского хельсинкского союза (18 ноября 2009 года)[2]
15. Леся Иосифовна Таран[укр.] — заместитель председателя Фонда развития гражданского общества, активист Львовского филиала Украинского хельсинкского союза (18 ноября 2009 года)[2]
16. Дмитрий Иванович Фёдоров — активист Киевского филиала Украинского хельсинкского союза (18 ноября 2009 года)[2]
17. Инна Борисовна Чернявская-Набока — врач-лаборант центральной районной поликлиники Шевченковского района, активист Киевского филиала Украинского хельсинкского союза (18 ноября 2009 года)[2]
18. Татьяна Александровна Черномаз — председатель Черкасского филиала Украинского хельсинкского союза (18 ноября 2009 года)[2]
19. Богдан Данилович Черномаз — преподаватель Уманского государственного педагогического университета, председатель Уманского филиала Украинского хельсинкского союза (Черкасская область) (18 ноября 2009 года)[2]
20. Илья Акимович Шутов[укр.] — активист Всеукраинского общества «Просвита» имени Тараса Шевченко (г. Киев) (18 ноября 2009 года)[2]
21. Вячеслав Петрович Асеев — председатель исполкома Одесского областного отделения Всеукраинского объединения «За Поместную Украину» (30 ноября 2009 года)[3]
22. Андрей Григорьевич Коваль — начальник бюро технологической подготовки производства государственного предприятия «ЛК-Металлургия» (г. Киев) (30 ноября 2009 года)[3]
23. Александр Леонтьевич Притула[укр.] — член Совета Украинского казачества при Президенте Украины (г. Запорожье) (30 ноября 2009 года)[3]
24. Анатолий Павлович Носенко — производитель документальных видеофильмов «Исповедь детей голодомора» и «Зажги свечу», редактор газеты «Козацька родина» (г. Днепропетровск) (30 ноября 2009 года)[4]
25. Владимир Михайлович Вятрович — директор Департамента Службы безопасности Украины (25 декабря 2009 года)[5]
26. Владимир Владимирович Желудов — художественный руководитель и главный дирижёр капеллы бандуристов объединения художественных коллективов Черкасской областной рады (25 декабря 2009 года)[6]

### 2010 год (36 человек)
1. Филарет (Михаил Антонович Денисенко) — предстоятель Украинской православной церкви Киевского патриархата, патриарх Киевский и всей Руси-Украины (20 января 2010 года)[7]
2. Евгений Штендера — общественный деятель, США (3 февраля 2010 года)[8]
3. Сергей Григорьевич Мельник — полковник налоговой милиции (8 февраля 2010 года)[9]
4. Анатолий Антонович Щадила — полковник налоговой милиции (8 февраля 2010 года)[9]
5. Александр Семёнович Бирсан — генерал-лейтенант (22 февраля 2010 года)[10]
6. Сергей Борисович Братчик — полковник (22 февраля 2010 года)[10]
7. Александр Михайлович Дубина — полковник (22 февраля 2010 года)[10]
8. Юрий Николаевич Жуковский — генерал-лейтенант (22 февраля 2010 года)[10]
9. Александр Васильевич Копаница — генерал-майор (22 февраля 2010 года)[10]
10. Александр Николаевич Набок[укр.] — полковник (22 февраля 2010 года)[10]
11. Сергей Тимофеевич Невзоров — генерал-майор (22 февраля 2010 года)[10]
12. Михаил Семёнович Пинкевич — капитан 1 ранга (22 февраля 2010 года)[10]
13. Виталий Иванович Шевченко — полковник (22 февраля 2010 года)[10]
14. Станислав Михайлович Аржевитин — народный депутат Украины, Советник Президента Украины (23 февраля 2010 года)[11]
15. Геннадий Владимирович Боряк[укр.] — заместитель директора Института истории Украины НАН Украины (г. Киев) (23 февраля 2010 года)[11]
16. Борис Григорьевич Возницкий — директор Львовской национальной галереи искусств (23 февраля 2010 года)[11]
17. Игорь Зиновьевич Держко[укр.] — заместитель председателя Львовской областной государственной администрации (23 февраля 2010 года)[11]
18. Афанасий Иванович Заливаха (посмертно) — правозащитник (г. Киев) (23 февраля 2010 года)[11]
19. Олег Николаевич Кулинич — Председатель Государственного комитета Украины из земельных ресурсов (23 февраля 2010 года)[11]
20. Николай Владимирович Кульчинский[укр.] — народный депутат Украины (23 февраля 2010 года)[11]
21. Юрий Андреевич Мыцик[укр.] — профессор Национального университета «Киево-Могилянская академия» (23 февраля 2010 года)[11]
22. Владимир Савельевич Мулява— почётный гетман Международной оборонно-спортивной национально-патриотической организации «Украинское казачество» (г. Киев) (23 февраля 2010 года)[11]
23. Владимир Станиславович Огрызко — Министр иностранных дел Украины в 2007—2009 годах (23 февраля 2010 года)[11]
24. Сергей Олегович Павленко — собственный корреспондент газеты «Голос Украины» (Черниговская область) (23 февраля 2010 года)[11]
25. Николай Николаевич Пантелюк[укр.] — гетман Украинского казачества, Кальмиусская паланка (23 февраля 2010 года)[11]
26. Евгений Демьянович Петренко[укр.] — гетман Всеукраинского общественного объединения «Обычная Община Украинских Казаков» (23 февраля 2010 года)[11]
27. Владимир Степанович Пилат[укр.] — верховный атаман Международной общественной организации «Международная федерация Боевого Гопака» (23 февраля 2010 года)[11]
28. Иван Степанович Плющ — народный депутат Украины (23 февраля 2010 года)[11]
29. Анатолий Васильевич Попович — президент Всеукраинской общественной организации «Всеукраинская федерация казацкого поединка» (23 февраля 2010 года)[11]
30. Олесь Фёдорович Сергиенко[укр.] — правозащитник, политзаключённый (23 февраля 2010 года)[11]
31. Владимир Иванович Сергийчук[укр.] — директор Центра украиноведения Киевского национального университета имени Тараса Шевченко (23 февраля 2010 года)[11]
32. Валерий Степанович Степанков — профессор Каменец-Подольского национального университета имени И. Огиенко, доктор исторических наук (Хмельницкая область) (23 февраля 2010 года)[11]
33. Олег Фёдорович Чорногуз — писатель (г. Киев) (23 февраля 2010 года)[11]
34. Пётр Андреевич Ющенко — народный депутат Украины (23 февраля 2010 года)[11]
35. Наталья Николаевна Яковенко — заведующий кафедрой Национального университета «Киево-Могилянская академия» (23 февраля 2010 года)[11]
36. Николай Дмитриевич Сердюк — председатель Одесской областной государственной администрации (24 февраля 2010 года)[12]

### 2015 год (2 человека)
1. Евгений Афинеевский — режиссёр, актёр, сценарист, гражданин Государства Израиль (20 ноября 2015 года)[13]
2. Дмитрий-Олесь Николаевич Гуменюк[укр.] — председатель Львовского краевого братства ветеранов национально-освободительной борьбы (1 декабря 2015 года)[14]

### 2016 год (17 человек)
1. Лилия Александровна Болбат — волонтёр, Донецкая область (4 марта 2016 года)[15]
2. Лилия Григорьевна Кравченко — волонтёр, г. Донецк (4 марта 2016 года)[15]
3. Ольга Николаевна Лебедева — волонтёр, г. Киев (4 марта 2016 года)[15]
4. Лидия Васильевна Москаленко — волонтёр, Донецкая область (4 марта 2016 года)[15]
5. Инна Валерьевна Холодкова — волонтёр общественной организации «Народный тыл», г. Киев (4 марта 2016 года)[15]
6. Иван Михайлович Бордун — волонтёр общественной организации «Народный тыл», г. Киев (25 июня 2016 года)[16]
7. Павел Валерьевич Груленко — волонтёр общественной организации «Народный тыл», г. Киев (25 июня 2016 года)[16]
8. Павел Александрович Кривонос[укр.] — генеральный директор государственного предприятия «Генеральная дирекция по обслуживанию иностранных представительств» Государственного управления делами (25 июня 2016 года)[16]
9. Геннадий Святославович Мазепа — волонтёр общественной организации «Народный тыл», г. Киев (25 июня 2016 года)[16]
10. Игорь Всеволодович Мазепа — волонтёр, председатель координационного совета Международной общественной организации «Семья Мазеп», г. Киев (25 июня 2016 года)[16]
11. Дмитрий Петрович Мазоха — волонтёр благотворительной организации «Благотворительный фонд «Народная армия», г. Днепр (25 июня 2016 года)[16]
12. Юрий Мирославович Проскурняк — волонтёр общественной организации «Народный тыл», г. Черновцы (25 июня 2016 года)[16]
13. Дмитрий Викторович Щербаков — волонтёр общественной организации «Народный тыл», г. Киев (25 июня 2016 года)[16]
14. Диего Суарес Моро — президент Ассоциации христианских дел, Королевство Испания (22 августа 2016 года)[17]
15. Александр Павлович Гузь — член Всеукраинской общественной организации «Союз «Народная память», Днепропетровская область (1 декабря 2016 года)[18]
16. Александр Николаевич Куковеров — член Всеукраинской общественной организации «Союз «Народная память», г. Киев (1 декабря 2016 года)[18]
17. Сергей Владимирович Ткаленко — член Всеукраинской общественной организации «Союз «Народная память», г. Киев (1 декабря 2016 года)[18]

### 2017 год (13 человек)
1. Ерванд Жоресович Даниелян — вице-президент Армянского национального конгресса, г. Киев (28 июня 2017 года)[19]
2. Тарас Багрий — президент отдела Конгресса украинцев Канады в Торонто, Канада (23 августа 2017 года)[20]
3. Джон Голюк — руководитель инициативы «Ukrainian Appeal» Конгресса украинцев Канады, Канада (23 августа 2017 года)[20]
4. Дэвид Дутчак — член Совещательного комитета по вопросам отношений между Украиной и Саскачеваном, Канада (23 августа 2017 года)[20]
5. Олеся Луцив-Андреевич — председатель Альбертской провинциального совета Конгресса украинцев Канады, Канада (23 августа 2017 года)[20]
6. Кристоф Отто — руководитель проекта «Дети Чернобыля» организации «Global 2000», Республика Австрия (23 августа 2017 года) [20]
7. Рената Роман — председатель организационного комитета Конгресса украинцев Канады по обеспечению участия украинской команды в международных соревнованиях «Игры Непокорённых», Канада (23 августа 2017 года)[20]
8. Орест Стецив — председатель Лиги украинцев Канады, Канада (23 августа 2017 года)[20]
9. Теодор Григорьевич Дячун[укр.] — участник национально-освободительного движения, Киевская область (24 августа 2017 года)[21]
10. Александр Владимирович Петровский — член общественной организации «Сердца киборгов», г. Киев (24 августа 2017 года)[21]
11. Василий Дмитриевич Бундзяк — священник Украинской православной церкви Киевского патриархата, г. Брага, Португальская Республика (15 декабря 2017 года)[22]
12. Алина Галаш Холл де Бювинк — депутат городского совета г. Лиссабон, Португальская Республика (15 декабря 2017 года)[22]
13. Николай Павлович Чабан — активист украинской общины в Португальской Республике, волонтёр (15 декабря 2017 года)[22]

### 2018 год (3 человека)
1. Иван Сергеевич Монолатий[укр.] — профессор кафедры государственного высшего учебного заведения «Прикарпатский национальный университет имени Василия Стефаника», доктор политических наук, профессор, г. Ивано-Франковск (19 мая 2018 года)[23]
2. Вадим Эдуардович Кодачигов — член совета волонтёров при Министерстве обороны Украины (27 июня 2018 года)[24]
3. Тарас Васильевич Куликовець — станичный Дрогобычской городской Станицы Львовского Краевого братства ОУН-УПА Всеукраинского братства ОУН-УПА имени генерала Романа Шухевича (31 октября 2018 года)[25]

### 2019 год (9 человек)
1. Ольга Александровна Чесниша — волонтёр, Херсонская область (22 января 2019 года)[26]
2. Олег Александрович Медведев — советник Президента Украины (вне штата), общественный деятель (20 февраля 2019 года)[27]
3. Николай Якимович Петрущак — станичный Самборской станции Братства ОУН-УПА, Львовская область (4 мая 2019 года)[28]
4. Анна Кисиль — вице-президент Всемирного конгресса украинцев, президент общественной организации «Четвёртая волна», Канада (23 августа 2019 года)[29]
5. Юрий Клюфас — украинский тележурналист, телепродюсер, общественный деятель, Канада (23 августа 2019 года)[29]
6. Любомир Ярослав Луцюк — профессор политической географии, факультет политических наук и экономики, Королевский военный колледж Канады (23 августа 2019 года) [29]
7. Леонид Иванович Трегуб[укр.] — председатель Ассоциации прибалтийских украинцев г. Клайпеда, Литовская Республика (22 ноября 2019 года)[30]
8. Богдан Николаевич Андрушкив[укр.] — заведующий кафедрой Тернопольского национального технического университета имени Ивана Пулюя (28 ноября 2019 года)[31]
9. Виталий Олегович Дейнега[укр.] — волонтёр, основатель благотворительного фонда "Вернись живым", г. Киев (5 декабря 2019 года)[32]

### 2020 год (2 человека)
1. Марк Левицкий — редактор газеты «Новый путь/Украинские вести», Канада (22 августа 2020 года)[33]
2. Джеймс Рутка[укр.] — нейрохирург, медицинский руководитель программы педиатрической стажировки для Украины госпиталя «Sick Kids», Канада (22 августа 2020 года)[33]

### 2021 год (15 человек)
1. Анатолий Григорьевич Банный — председатель Полтавской областной организации политических заключённых и репрессированных (23 августа 2021 года)[34]
2. Владимир Петрович Козицкий — почётный председатель дирекции Федерального кредитного кооператива Союза украинской молодёжи в г. Йонкерс, Соединённые Штаты Америки (24 августа 2021 года)[35]
3. Инна Игоревна Савченко — основательница и председатель общественной организации «Общество украинской культуры в Австрии имени Леси Украинки» (24 августа 2021 года)[35]
4. Василий Трухлый — общественный деятель украинской общины, бывший председатель Украинского врачебного общества Северной Америки, Соединённые Штаты Америки (24 августа 2021 года)[35]
5. Пётр Григорьевич Гаращук — волонтёр, заместитель председателя Всеукраинского объединения участников боевых действий, ветеранов военной службы и правоохранительных органов, г. Киев (3 декабря 2021 года)[36]
6. Мария Александровна Коляк — координатор общественной организации «Украинская Волонтёрская Служба», г. Одесса (3 декабря 2021 года)[36]
7. Анастасия Валентиновна Костенко — волонтёр, г. Киев (3 декабря 2021 года)[36]
8. Дмитрий Игоревич Новицкий — волонтёр, г. Киев (3 декабря 2021 года)[36]
9. Оксана Валерьевна Пономарёва — волонтёр, руководитель благотворительной организации «Международный благотворительный фонд «Рес.Публика», г. Киев (3 декабря 2021 года)[36]
10. Игорь Игоревич Симутин — волонтёр, г. Киев (3 декабря 2021 года)[36]
11. Вячеслав Иванович Стасюк — волонтёр, председатель благотворительного фонда «Родное Полесье», Житомирская область (3 декабря 2021 года)[36]
12. Елена Марковна Столярова — волонтёр, г. Киев (3 декабря 2021 года)[36]
13. Леонид Леонидович Федоровский — волонтёр, г. Киев (3 декабря 2021 года)[36]
14. Наталья Николаевна Федорчук — волонтёр, председатель правления общественного объединения «За семейные ценности», г. Киев (3 декабря 2021 года)[36]
15. Татьяна Викторовна Шаповалова — волонтёр, г. Киев (3 декабря 2021 года)[36]

### 2022 год (1 человек)
1. Кристофер Майкл Менсон — вице-президент сети католических госпиталей «OSF Healthcare», Соединённые Штаты Америки (23 августа 2022 года)[37]

### 2023 год (4 человека)
1. Борис Александрович Гудзяк — архиепископ и митрополит Филадельфийской архиепархии Украинской греко-католической церкви, президент Украинского католического университета, Соединённые Штаты Америки (4 сентября 2023 года)[38].
2. Хакан Кырымлы[укр.] — профессор факультета международных отношений Билькентского университета, Турецкая Республика (4 сентября 2023 года)[38].
3. Алла Евгеньевна Лопаткина — президент Ukrainian Resistance Foundation, Соединённые Штаты Америки (4 сентября 2023 года)[38].
4. Владимир Штеляк — настоятель Украинского православного собора Святого Андрея Первозванного города Силвер Спринг, Соединённые Штаты Америки (4 сентября 2023 года)[38].